# アントブリー
『アントブリー』（原題：The Ant Bully）は、2006年7月28日にアメリカ合衆国より公開された3Dアニメーション映画。トム・ハンクスが『ポーラー・エクスプレス』に続いて製作した3Dアニメーション映画の第2弾である。ジョン・ニックルによる同名の児童文学作品をもとにした映画である。
日本では同年10月7日に劇場公開。2007年3月9日にワーナー・ホーム・ビデオよりDVDが発売されている。ショートアニメ7種や未公開シーンなど映像特典を収録。また、2007年12月30日にWOWOWより放送された。

## ストーリー
10歳の少年のルーカスは、町に引っ越してきていたばかりで友達も出来ず、近所のガキ大将にいじめられていた。
いじめっ子に仕返しできないルーカスは、その不満を晴らすかのようにアリを水鉄砲でいじめて遊んでいた。ルーカスを恐ろしい破壊屋と敵視する魔術師のアリ・ゾックは魔法の薬を作って反撃を試みる。ゾックのガールフレンド・ホーバはルーカスと話し合いで和解しようとするが危うく命を落としかけた。その脅威に耐えかねたゾックとアリの巣のリーダーたちは、ルーカスをアリのサイズまで小さくする薬を彼に飲ませて、アリの世界へ連れ出した。
かくして、ルーカスのアリとしての生活が始まった。ルーカスはアリの巣と庭や家の中を行き来する厳しくも奇想天外な生活を経て多くの経験を積んでいくが、虫の国には恐ろしい害虫駆除業者の影が忍び寄っていた。果たしてルーカスたちはアリの世界を守れるのか。そして、ルーカスは元の大きさに戻れるのか…?

## 声の出演
| 役名                   | 英語版声優                | 日本語吹き替え |
| ---------------------- | ------------------------- | -------------- |
| ルーカス・ニックル     | ザック・タイラー          | 千葉翔也       |
| ゾック                 | ニコラス・ケイジ          | 江原正士       |
| 女王アリ               | メリル・ストリープ        | 弥永和子       |
| ホーバ                 | ジュリア・ロバーツ        | 田中敦子       |
| クリーラ               | レジーナ・キング          | 鈴木圭由       |
| フーガックス           | ブルース・キャンベル      | 山野井仁       |
| ビートル               | ロブ・ポールセン          | 北島淳司       |
| グロー・ワーム         | S・スコット・ブロック     | 宇垣秀成       |
| フライ                 | マーク・デカーロ          | 岩崎ひろし     |
| スタン・ビールズ       | ポール・ジアマッティ      | 後藤敦         |
| モンモ・ニックル       | リリー・トムリン          | 京田尚子       |
| ティファニー・ニックル | シェリ・オテリ            | 伊藤静         |
| ニッキー               | ジェイク・T・オースティン | 宮里駿         |

## サウンドトラック
「アントブリー - オリジナル・サウンドトラック」は、2006年10月4日にジェネオン エンタテインメントより発売されている。全27曲。
『シン・シティ』、『パッション』など映画を手掛けた作曲家ジョン・デブニーが音楽を担当する。 
収録曲
1. アリの行進
2. 破壊者ルーカス
3. いじめられっ子ルーカス
4. 魔法の薬は大失敗
5. 破壊者対策会議
6. パパとママは旅行中
7. ゾック特製魔法の薬
8. 巣が水びたし!
9. 巣は壊滅寸前
10. おばあちゃんビックリ!
11. 女王アリの決断
12. チームワークの必要
13. スズメバチ襲撃
14. とっても甘いハニーデュー
15. アント・マザーの伝説
16. 自分ち大冒険
17. ハンググライダーでピンチ脱出!
18. 甘い岩ジェリービーンズ
19. カエルに食べられた!?
20. ゾックとルーカス
21. 害虫駆除人スタン到着!
22. 一致団結
23. 攻撃開始!
24. スタンの反撃
25. 名誉アリになったルーカス
26. ふたたび我が家へ
27. 甘い岩のプレゼント

## 評価
レビュー・アグリゲーターのRotten Tomatoesでは118件のレビューで支持率は62%、平均点は6.20/10となった。Metacriticでは26件のレビューを基に加重平均値が59/100となった。